# Eleocharis tenuiculmis
Eleocharis tenuiculmis är en halvgräsart som beskrevs av D.J.Rosen. Eleocharis tenuiculmis ingår i släktet småsäv, och familjen halvgräs. Inga underarter finns listade i Catalogue of Life.